# 立木駅
立木駅（たちきえき）は、京都府船井郡京丹波町広野北篠にある、西日本旅客鉄道（JR西日本）山陰本線の駅である。

## 歴史
- 1946年（昭和21年）4月25日：運輸省山陰本線和知駅 - 山家駅間に立木信号場として新設[2]。
- 1947年（昭和22年）11月1日：立木駅に昇格、客貨取扱開始[1][2]。
- 1961年（昭和36年）10月1日：貨物取扱廃止[2]。
- 1971年（昭和46年）12月1日：荷物扱い廃止[3]、無人駅化[4]。
- 1987年（昭和62年）4月1日：国鉄分割民営化に伴い、西日本旅客鉄道（JR西日本）の駅となる[2]。
- 1991年（平成3年）4月1日：舞鶴鉄道部発足に伴い、その管轄となる。
- 2006年（平成18年）7月1日：舞鶴鉄道部廃止に伴い福知山支社直轄に戻され、西舞鶴駅の被管理駅となる。
- 2012年（平成24年）3月17日：ダイヤ改正に伴い、一部普通列車が通過となる[5]。
- 2013年（平成25年）3月16日：当駅前後で通過駅のある普通列車が快速に改称。同時に上りに限り快速が一部停車開始。
- （時期不明）：管理駅が西舞鶴駅から綾部駅へ移転したことに伴い、綾部駅の被管理駅となる。
- 2021年（令和3年）3月13日：ダイヤ改正に伴い、全普通列車停車開始。
- 2022年（令和4年）
  - 6月1日：管理駅を福知山駅に変更。
  - 10月1日：組織改正に伴い、近畿統括本部福知山管理部管轄となる。

## 駅構造
相対式ホーム2面2線を有する、交換設備を備えた地上駅である。なお、駅舎は福知山方面行ホーム側にあり、反対側の園部方面行ホームへは跨線橋で連絡している。
園部駅 - 綾部駅間のローカル駅では珍しく1線スルー化されておらず、両方向共にY字分岐となっている。そのため逆線発車が出来ず、完全に上下線別でホームが分けられている。
福知山駅管理の無人駅。自動券売機は設置されていない。

### のりば
| のりば | 路線     | 方向 | 行先             |
| ------ | -------- | ---- | ---------------- |
| 1      | 山陰本線 | 下り | 綾部・福知山方面 |
| 2      | 山陰本線 | 上り | 園部・京都方面   |

## 利用状況
京都府内のJRの駅では利用者の少ない駅のひとつ。2022年は最も少ない駅だった。
京都府統計書によると、1日平均乗車人員は以下の通り。国土数値情報と1日平均乗降人員は以下の通り。
| 年度   | 1日平均 乗車人員 | 1日平均 乗降人員 |
| ------ | ---------------- | ---------------- |
| 1999年 | 16               |                  |
| 2000年 | 19               |                  |
| 2001年 | 19               |                  |
| 2002年 | 19               |                  |
| 2003年 | 14               |                  |
| 2004年 | 16               |                  |
| 2005年 | 14               |                  |
| 2006年 | 14               |                  |
| 2007年 | 11               |                  |
| 2008年 | 14               |                  |
| 2009年 | 8                |                  |
| 2010年 | 8                |                  |
| 2011年 | 11               | 20               |
| 2012年 | 11               | 20               |
| 2013年 | 16               | 32               |
| 2014年 | 14               | 26               |
| 2015年 | 11               | 20               |
| 2016年 | 8                | 18               |
| 2017年 |                  | 16               |
| 2018年 |                  | 14               |
| 2019年 |                  | 16               |
| 2020年 |                  | 10               |
| 2021年 |                  | 10               |
| 2022年 |                  | 18               |
| 2023年 |                  | 18               |

## 駅周辺
- 由良川
- 広野郵便局
- 国道27号
- 京都府道450号広野綾部線
- 京都縦貫自動車道京丹波わちIC

### バス路線
- 京丹波町営バス

## 隣の駅
西日本旅客鉄道（JR西日本）
 山陰本線
安栖里駅 - 立木駅 - 山家駅
- 京都方面（安栖里方）へは、ここから八木駅まで船井郡1町になる前の6町全てを通行することとなる。旧・船井郡には11駅存在する。